# اگلیس یائیما کروس
اگلیس یائیما کروس (اسپانیایی: Eglis Yaima Cruz‎؛ زادهٔ ۱۲ آوریل ۱۹۸۰) تیرانداز اهل کوبا است.